# لنده
لنده، مرکز شهرستان لنده در استان کهگیلویه و بویراحمد است.مردم این شهر لر هستند و بر طبق شاهنامه فردوسی لورها یا لرها به دستور بهرام چوبین از  هند و به قصد رامشگری(رقص و آواز)و گله داری به ایران آمدند که البته پس از مدتی به راهزنی و دزدی مشغول شدند.

## نامگذاری
در فرهنگ عمومی از معنای لنده به عنوان مکان گود و عمیق نام برده می‌شود که این به دلیل پایین بودن ارتفاع این شهر نسبت به مناطق پیرامونش می‌باشد. در تصاویر این واقعیت به وضوح قابل مشاهده‌است.

## تاریخ لنده
مرکز شهرستان لنده در استان کهگیلویه و بویراحمد است. این شهر از قدیمی‌ترین شهرهای این استان به حساب می‌آید و مردم این منطقه طیبی گرمسیر هستند و به زبان لری تکلم می‌کنند. این شهر در سال ۱۳۰۵ با نام بخش ثلاث و زیر نظر فرمانداری کل بهبهان اداره می‌شد، تا قبل از انقلاب شاه و مردم ۱۳۴۱ که شامل اصلاحات ارضی و سپاه دانش برای سواد آموزی هم می‌شد لنده مانند سایر روستاها و بخش‌های استان کهگیلویه و بویراحمد توسط خوانین اداره می‌شد.
بقایای قلعه زیبا و تاریخی حکومت خوانین در مرکز شهر تاریخی لنده همچنان وجود دارد. آخرین خان وکلانتر لنده محمدحسین خان ضرغام عشایر بود و پس از آن لنده باسیستم کدخدایی تا انقلاب اسلامی اداره می‌شد. لنده قصبهٔ مرکز دهستان طیبی گرمسیری بخش کهگیلویه ٔ شهرستان بهبهان، واقع در ۷۲۰۰۰ گزی شمال شوسهٔ بهبهان به آغاجاری. کوهستانی، گرمسیر مالاریائی و دارای ۱۱۶۷۰تن سکنه. آب آن از چشمه و چاه تأمین می‌گردد و محصول آنجا غلات، انگور، انار و لبنیات است. شغل اهالی لنده زراعت و حشم داری و صنایع دستی «قالی و قالیچه و گلیم بافی» است. مردم این شهر از ایل طیبی هستند.
لنده در ۳۰ کیلومتری شمال باختری دهدشت قرار دارد و رودخانهٔ مارون از جنوب و رودخانه جن از شرق آن می‌گذرند. کوه سیاه (۳۰۸۰ متر) و کوه سفید(۳۱۰۰) دو کوه مهمی هستند که در ۴۰ کیلومتری شهر لنده واقع شده‌اند.

## مردم‌شناسی

### جمعیت
بر پایه سرشماری عمومی نفوس و مسکن در سال ۱۳۹۵ جمعیت این شهر ۱۲٬۷۷۲ نفر (۳٬۲۰۶ خانوار) و با روستاهای اطراف جمعیت این شهر به بیش از ۲۱،۲۰۰ میرسد.
شهر لنده هفتمین شهر پر جمعیت استان کهگیلویه و بویراحمد می‌باشد.
اکثریت مردم این شهر به دامپروری یا کارگری در سایر شهرهای ایران مشغول هستند. 
جوانان
جوانان و نوجوانان این شهر استعداد های خیلی زیادی دارند اما به برخی دلیل ها از جمله نبود امکانات کافی و عدم حمایت مسئولین از انها استعدادشان تباه میشود.

### زبان
مردم این منطقه لر اند و به گویش لری جنوبی صحبت می‌کنند.

## اقتصاد
چند کارگاه، طرح ماهی و دامداری در این شهر وجود دارد ولی تعداد کثیری از جوانان شهر بیکار بوده و به شغل‌های کاذب یا کار در سایر شهرها مشغول هستند. جمعیت کم، عدم دسترسی سریع به سایر شهرستان‌ها و نبود زیرساخت کافی برای تنوع شغلی از معضل‌های این شهر است.

## گردشگری
نبود امکانات کافی بزرگ‌ترین معضل گردشگری این شهر است که سالانه باعث کاهش تعداد گردشگران نسبت به سال‌های قبل شده‌است.
سایت پروازی پاراگلایدر سورای در شیتاب… این سایت در سال ۹۸ با حضور معاون وزیر ورزش و مسئولان منطقه ای و شهرستانی ایجاد گردید. و نخستین سایت آموزشی و پروازی استان کهگیلویه و بویراحمد می‌باشد
- کوه مرزون واقع در دهستان شیتاب، یک کیلومتری شمال شیتاب که از مرتفع‌ترین کوه‌های زنجیره ای استان می‌باشد و دارای گونه‌های گیاهی و جانوری زیادی است و با دارا بودن دمای معتدل در تابستان و زمستان پذیرای گردشگران شهرستانی می‌باشد.
- موگرمون «منطقه موگرمون» در فاصله ۵ کیلومتری ضلع شرقی شهرستان لنده قرار دارد. طبیعت زیبا و بکر منطقه گردشگری «موگرمون» گوشه‌ای از لطف خداوند است که چشم هر بیننده‌ای را مجذوب خود می‌کند. موگرمون که به بهشت گمشده شهرت دارد همچون نگینی در شهرستان لنده می درخشدو دارای جاذبه گردشگری و تفریحی مثل رودخانه جن می‌باشد، در کنار این رودخانه شالیزارهای برنج، درخت‌های طبیعی «مورد» که به شکل منظمی اطراف رودخانه را فرا گرفته، باغات و درختان طبیعی و بکر اطراف رودخانه جلوه خاصی به این منطقه داده‌است و سرازیر شدن چشمه‌های زلال در این منطقه به زیبایی و طراوت آن افزوده و چشمه‌سارهای زیبایی را خلق کرده‌است، البته وجود خشکسالی و کمبود منابع آبی ضربهٔ بزرگی به طبیعت و گردشگری این شهرستان وارد کرده‌است. همچنین وجود چندین طرح پرورش ماهی که به دلیل کیفیت و مرغوبیت ماهی(قزل آلا) از صادرکنندگان مهم به دیگر شهرهای استان و استان‌های همجوار می‌باشد.[۱۳]رود مارون از این روستا میگذرد
- کوه سیاه که به عنوان ییلاق مردم این منطقه می‌باشد دارای تنوع زیست‌محیطی فراوانی است؛ و درختان ثمری زیادی از جمله تندروک، محلو، موسیر، بلوط، بنه، انجیر، کاسنی، کارده، کرفس، دودوبره، گیاه معطر چویل، جاشیر و… در آنجا می‌رویند؛ و زیستگاه جانورانی چون خرس، پلنگ، شتر، گراز، خرگوش، سنجاب ایرانی، جوجه تیغی و تعداد اندکی بز کوهی و انواع پرندگان نغمه سرا چون کبک و تیهو و انواع دارکوب و بلبل می‌باشد؛ که داشتن این ویژگی‌ها این منطقه را منحصر بفرد کرده‌است. از دیگر پتانسیل‌های این کوه که ارتفاع آن را ۲۹۰۰ متر تخمین زده‌اند وجود جاده مناسب و چاه‌های نفتی بسیاری است.
- کوه سفید
- صحرای آبلش
- روستای آبرزگه
- روستای کهناب
- رودخانه مارون
- نقش برجسته شتر بر کوه مشرف به شهر